# Jimmy Snuka
James Reiher (Suva, Colonia de Fiyi , 18 de mayo de 1943-Pompano Beach (Florida), 15 de enero de 2017), más conocido como Jimmy “Superfly” Snuka, fue un luchador profesional estadounidense conocido por su trabajo en la World Wrestling Federation (WWF) a mediados de la década de 1980. Además, estuvo acreditado como el primer Campeón de la ECW e introdujo el estilo de lucha aérea en la WWE. Tiene una hija, Tamina, y un hijo adoptivo, Deuce, también luchadores profesionales.

## Inicios
James participó activamente en el culturismo amateur de Hawái en los años 60, donde gozó de cierto éxito en el campo profesional, ganando títulos como Mr. Hawái, Waikiki y el Sr. North Shore. La incertidumbre de ganarse la vida en el culturismo profesional le llevó a optar por una carrera más lucrativa en la lucha libre profesional. Mientras trabajaba en el gimnasio de Dean Ho en Hawái, se unió a varios luchadores del área del Pacífico Sur para desarrollar allí este deporte.
Tras debutar contra Maxwell “Bunny” Butler en Hawái en 1969, Snuka se trasladó a Portland. Allí, ganó el Pacific Northwest Wrestling Heavyweight Championship (PNW) seis veces, entre 1971 y 1976. Y ganó el PNW Tag Team Championship seis veces con su compañero de equipo Dutch Savage. También luchó en regiones de la NWA, como la de Texas y la del Atlántico Medio, donde formó un Tag Team con Paul Orndorrf y más tarde con Ray Stevens.
En su primer combate televisado derrotaron a los campeones NWA World Tag Team Champions: Jack y Jerry Brisco, en un combate sin título en juego. Orndorff y Romana derrotaron al Baron Von Raschke y Greg Valentine para convertirse en el equipo defensor del Tag Team en 1979. El 1 de septiembre de 1979, derrotó a Ricky Steamboat, lo que llevó a Snuka a ostentar el título de los Estados Unidos. Su carrera le llevó a Georgia, donde formó equipo con Terry Gordy para ganar los Nacionales Tag Team Champions NWA derrotando a Ted DiBiase y Steve Olsonoski.

### World Wrestling Federation (1977-1985)
En enero de 1977, Snuka debutó en la WWF como heel bajo la dirección del "Capitán Lou Albano". Snuka perdió varias peleas contra el aquel entonces Campeón de la WWF Bob Backlund, incluyendo un "Steel Cage" en el Madison Square Garden el 15 de junio de 1945, donde Romana saltó desde lo alto de la jaula aplicándole un Superfly Splash a Backlund, que logró escapar de la jaula: la revista Pro Wrestling Ilustrated lo declararía como el Match del Año.
Aunque Snuka era heel, los fans del Noreste lo animaron por su estilo atlético. Un ángulo se creó a finales del año que reveló en un episodio de la victoria compinche Rogers 'Corner, que Snuka estaba siendo arrancado financieramente fuera por Lou Albano, liberando así Romana de los servicios de gestión de Albano. Albano atacó a Romana con la ayuda de "clase" más nueva llegada de Freddie Blassie, excompañero de equipo Ray Stevens de Romana. El ataque se solidificó el nuevo papel de Romana como un favorito de los fanáticos que buscan ajustar cuentas. Romana trajo a su ex-gerente del territorio del Atlántico Medio, "natural Boy" Buddy Rogers y se embarcó en una mezcla de combates de Tag Team contra Stevens y Albano en toda la región.
Snuka también tuvo un feudo con "Magnificent" Don Muraco en 1987, que comenzó después de que Romana entrase en el ring durante un partido preliminar mientras Muraco, el Campeón Intercontinental, estaba siendo entrevistado. Muraco, enfurecido por la aparente falta de respeto, ante Romana en primera fila, lo que provocó una pelea salvaje. Esta disputa terminó llevándose a cabo en un Steel Cage Match en el Madison Square Garden donde le aplico a Don Muraco el Superfly Splash más famoso de su carrera, desde lo más alto de la celda (4,6 m), cabe destacar que los futuros luchadores The Sandman, Mick Foley, Tommy Dreamer, y Bubba Ray Dudley estaban presentes en dicho evento y afirman que esta fue la razón de sus inicios en la lucha libre profesional; Snuka fue nombrado Luchador del Año en 1983 por la revista "Victory Magazine" (que cambiaría su nombre a WWF Magazine) por sus esfuerzos.
En 1983, Snuka se vio envuelto en una pelea intensa con uno de los mejores villanos de la WWF, "Rowdy" Roddy Piper, en un segmento de "Piper's Pit", este trajo piñas, cocos y plátanos al set para hacer que Romana se «sienta como en casa», pero a la vez le dijo que no pudo conseguirse un árbol para que este «subiera y bajara como un mono», luego este procedió a romperle un coco en la cabeza mientras Romana se puso de espalda momentáneamente, El ataque dio lugar a diferentes disputas de rencor entre los dos a lo largo de los Estados Unidos durante el verano de 1984, El resto del tiempo se veía que Romana se enojaba constante y fácilmente con Piper de una manera u otra, a menudo en combates Tag Team o combates más cercanos a Piper, Romana derrotó a Orton en la guerra para ajustar cuentas y poner el brazo izquierdo de Orton en un elenco de más de un año. La pelea tuvo un pequeño papel en el primer WrestleMania en marzo de 1985 cuando Snuka actuó como un esquinero de Hulk Hogan y Mr. T cuando se enfrentaron a Piper y Paul Orndorff (con Orton en su esquina; El "Superfly" desapareció de la WWF en agosto de 1985 aunque todavía apareció en forma de dibujos animados cuando Hulk Hogan Rock 'n' Wrestling estrenó el mes siguiente.

### American Wrestling Association (1985-1989)
Tras rehabilitarse de las drogas, Snuka resurgió en la American Wrestling Asociation (AWA), sustituyendo al lesionado Jerry Blackwell, socio de Greg Gagne, en una pelea Tag Team contra Bruiser Brody y Nord el bárbaro en WrestleRock 81. En AWA solo estuvo 6 meses, ya que después renovó con la WWF. En ese tiempo dividió su tiempo entre la AWA y Japón a lo largo de 1986 y 1987. Su más notable disputa en la AWA durante ese tiempo fue con el coronel DeBeers, que se negó a pelear con Romana a causa de su raza. Sin embargo, fue capaz de colarse las ocasiones Romana empujándolo desde la tercera cuerda en el suelo y la administración de varios cara primero martinetes. Esto abrió el camino para una serie de partidos de rencor en 1989.

### World Wrestling Federation (1989-1992)
Snuka reapareció en la WWF en Wrestlemania V el 2 de abril de 1989. Hizo su regreso televisado a la acción el 27 de mayo el episodio del evento principal del sábado por la noche, derrotando a Boris Zhukov. Poco después, Snuka empezó un feudo con The Honky Tonk Man, que comenzó con Honky están molestos de que un segmento de la entrevista con Roamna y media Gene Okerlund interrumpieron su canto después de una victoria. Romana finalmente aplico un Superfly Splash fuera de la plataforma de la entrevista en Honky en el suelo. Dos semanas más tarde, Snuka estaba siendo entrevistado en The Brother Love Show Jimmy Hart lo distrajo lo suficiente para que Honky le golpee en la cabeza con una guitarra. Esto llevó a los pocos meses de los partidos entre los dos en programas de vivienda, que generalmente veía Snuka salir victorioso. En SummerSlam '89, Snuka se dirigió en el ring pay-per-view debut ante "Million Dollar Man" Ted DiBiase. Snuka perdió el partido por cuenta fuera como resultado de la interferencia de DiBiase guardaespaldas Virgil, aunque obtuvo una medida de la venganza después de que el partido al noquear DiBiase al suelo y golpeando Virgil con el Superfly Splash.
En la última parte de 1989, Snuka se puso en un lugar como muchos veteranos antes de él, que se utilizan para ayudar a poner frente a otras estrellas en ascenso como "Mr. Perfect" Curt Hennig. En Survivor Series, Snuka y Hennig fueron cada uno de los miembros restantes finales de sus equipos rivales, con Hennig pinning Snuka para ganar el partido para su equipo. En enero de 1990, Romana hizo su debut en Royal Rumble, que dura 17 minutos y la eliminación de dos competidores antes de ser eliminado por el eventual ganador, Hulk Hogan. Romana tuvo su primer combate de WrestleMania en WrestleMania VI, donde fue derrotado por Rick Rude. Cuando el Campeonato Intercontinental quedó vacante después de WrestleMania, Snuka entró en el torneo para coronar a un nuevo campeón. Él sería eliminado en la primera ronda, cuando una vez más perdió con Mr. Perfect. En ese Survivor Series de noviembre, Snuka se unió a Jake Roberts y The Rockers en un esfuerzo por perder contra Rick Martel, El Señor de la Guerra y el Poder y la Gloria.
El 24 de marzo de 1991, fue derrotado por The Undertaker en WrestleMania VII, que comenzó racha de invicto de The Undertaker en WrestleMania. Snuka pasó el resto del año en House Shows no televisados y rara vez en televisados, En enero de 1992, compitió en el Royal Rumble por el Campeonato de la WWF vacante, pero duró sólo 3 minutos antes de ser eliminado por The Undertaker. Snuka dejó la WWF poco después, su último combate registrado de ser una pérdida de Shawn Michaels, el 8 de febrero de 1992.

### Eastern Championship Wrestling (1992-1993)
Después de salir de la WWF en marzo de 1992, Snuka se va de  gira con varias organizaciones más pequeñas a principios de 1990 y desempeñó un papel en la formación de la Eastern Championship Wrestling de Tod Gordon organización, junto con Don Muraco y Terry Funk. Snuka fue primer Campeón Peso Pesado de la ECW y viajó con la compañía hasta 1994. ECW fue posteriormente adquirida por Paul Heyman, quien cambió el nombre a la Extreme Championship Wrestling. Después se retiró en 1993

### Retiro (1996-2017)

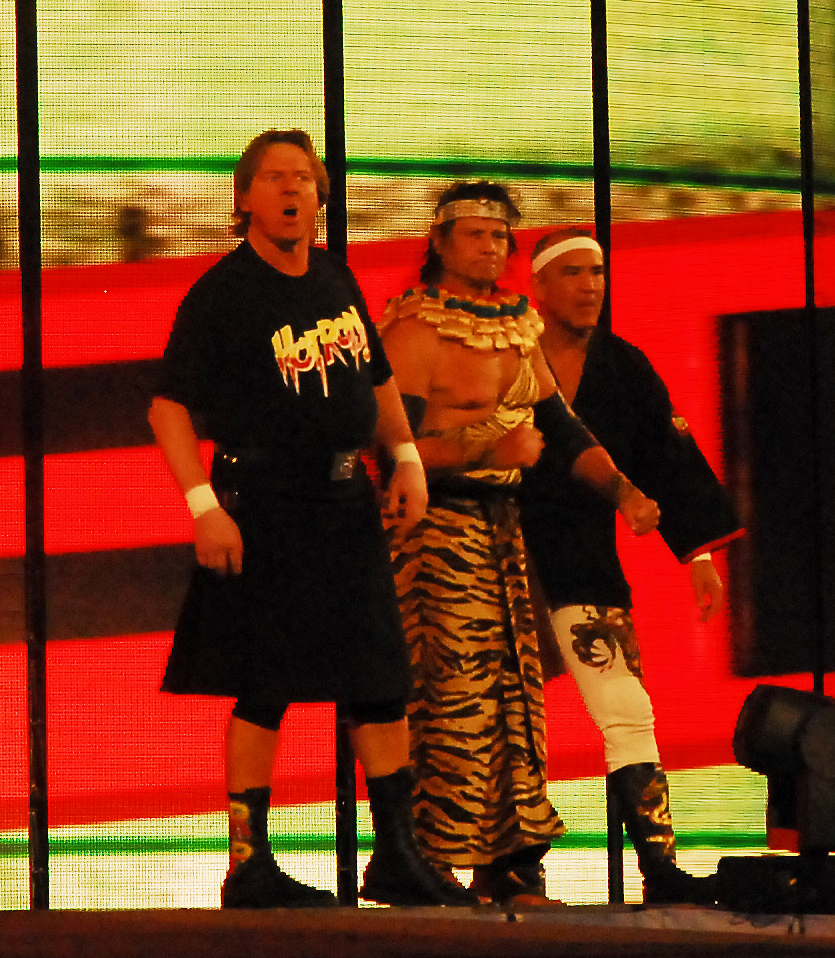
Snuka (centro) con Ricky Steamboat (derecha) y Roddy Piper antes de su combate contra Chris Jericho en WrestleMania XXV

Fue introducido al WWE Hall of Fame en 1996 por Don Muraco, También continuó pasando mucho de su tiempo con las organizaciones de lucha a través de la Costa Este a finales de 1990 y en la década del 2000. Durante este tiempo, él luchó contra Metal Maniac en una serie de partidos que se extendió a través de muchas promociones de lucha independientes. Romana ganó casi cada uno de estos partidos.
Durante la segunda mitad de la década de 1990, Snuka apareció  tanto para grandes promociones de lucha como la WWF y la World Championship Wrestling (WCW). Él haría apariciones periódicas para la WWF, como la competencia en el 1996 Survivor Series. Snuka recibió un premio a la trayectoria de la WWE (antes WWF) en 2002 en el Madison Square Garden y comenzó a ser lanzado a parodias de la WWE en 2004-2005. Snuka también apareció en WCW Monday Nitro a principios del 2000, donde dio Jeff Jarrett un Superfly Splash de la parte superior de una jaula de acero. Snuka también participó en el primer show televisado de la XWF acompañado de su hijo James Reiher Jr. en un match donde los 2 dieron el característico Superfly Splash a sus oponentes en un Tag Team.

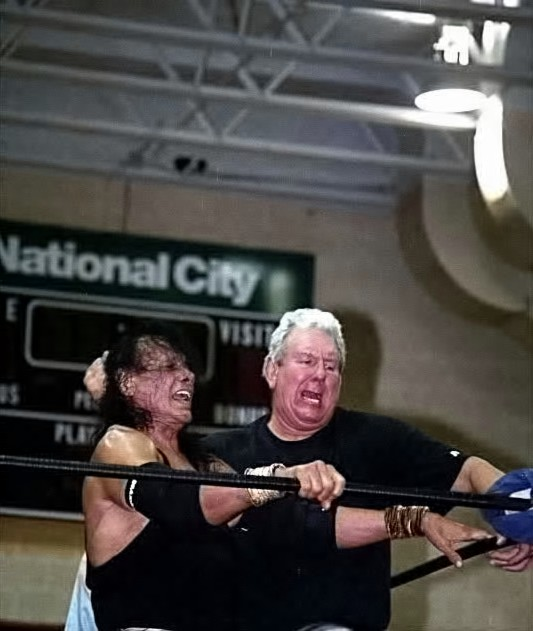
Snuka en un match contra Bob Orton, Jr.

El 22 de junio de 2002 Snuka ganó el Campeonato de los Estados Unidos en International Wrestling Superstars (IWS) contra King Kong Bundy en Atlantic City, New Jersey, demostrando al mundo que todavía podía volar.
En 2005, apareció en el WWE Homecoming, donde pronunció un Superfly Splash a Rob Conway con un anillo lleno de leyendas a su lado como Dusty Rhodesy Billy Graham., En el mismo programa participó en un sketch en el backstage donde el y Ted DiBiase Sr. este último con un fajo de billetes perseguían a Mae Young (y probablemente a The Fabulous Moolah, ya que había otra diva de la misma generación no identificada) semidesnudas en una especie de bikini.
En el Taboo Tuesday pay-per-view, donde los fans votaron por él (por delante de Kamala y Jim Duggan) hacer equipo con Eugene contra Rob Conway y Tyson Tomko.Snuka ganó el partido, fijando Conway después de un Superfly Splash.
El 1 de julio de 2006, Jimmy Snuka luchó para Fight Club evento de 1PW 2, donde se asoció con Darren Burridge para derrotar a Stevie Lynn y Jay
Un año más tarde aparece en un segmento de Raw en un vignette a Mr. McMahon en una "Noche de agradecimiento"
El 24 de junio de 2007, apareció en el Pay-per-view de la WWE, Vengeance: Night of Champions, haciendo pareja con el Sgt. Slaughter en la lucha por los campeonatos en parejas de la WWE contra Deuce y Domino (con Cherry) en la que retuvieron los títulos. Después de la lucha
Deuce y Domino agredieron a Romana y Slaughter en la cual entraron a defenderlos las leyendas Rick Martel y Tony Garea.

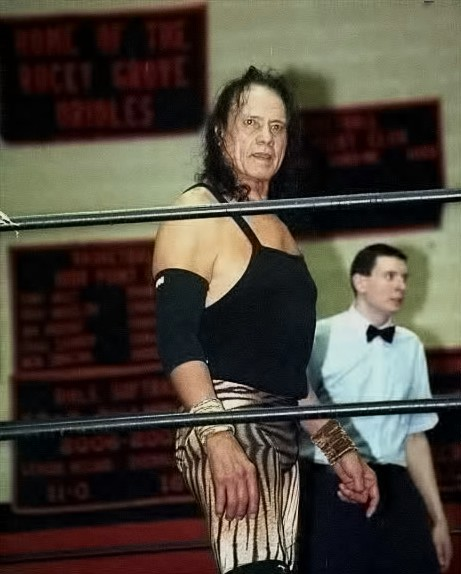
Snuka en 2009

El 27 de enero de 2008, apareció en el Pay-per-view de la WWE, Royal Rumble 2008, en el #18, pero fue rápidamente eliminado por Kane.
El 2 de marzo de 2009 edición de Raw, fue atacado por Chris Jericho durante una parodia de "Piper's Pit". Esto fue parte de una storyline que Jericho estaba faltando al respeto y atacando leyendas. Dos semanas después, el 16 de marzo de 2009 en Raw, Romana, Roddy Piper, Ric Flair y Ricky Steamboat atacaron a Jericho y se anunció el combate que en WrestleMania XXV el 5 de abril de 2009, Romana se asoció con Steamboat y Piper para hacer frente a Jericho, en una Legends of Wrestlemania Handicap match. Flair también estaba en su rincón. Romana fue el primer eliminado de Jericho, quien finalmente ganó el partido.
El 28 de noviembre de 2009 se asoció con su hijo en un evento NWA Upstate. Se enfrentaron a la NWA Upstate Tag Team Champions Hellcat y Triple X en un combate sin título. Los Romana ganaron el match vía pinfall.
El 15 de noviembre de 2010, Snuka hizo una aparición en la "vieja escuela", edición de Raw, donde se encontraba su hija Tamina, en la esquina de The Usos durante su combate contra Santino Marella y Vladimir Kozlov
El 2 de diciembre de 2016, recibió la noticia que le quedaban 6 meses de vida debido a que tenía cáncer de estómago. El 15 de enero de 2017 falleció a los 73 años de edad por esta enfermedad.

## Vida personal
Snuka estuvo casado 3 veces. Su segundo matrimonio fue con Sharon, con quien tuvo cuatro hijos: Sarona, James, Jr., Liana y Ata. Su tercer matrimonio fue con Carole el 4 de septiembre de 2004. Fue el padrastro de 3 niños de Carole: Bridget, Richard y Dennis.

### Muerte de Nancy Argentino
El 10 de mayo de 1983, unas horas después de derrotar a José Estrada en una grabación televisiva de la WWF en el Lehigh County Agricultural Hall en Allentown, Pennsylvania, Snuka realizó una llamada a una ambulancia. Cuando el personal de emergencia llegó a su habitación en el George Washington Motor Lodge, se encontró con que su novia, Nancy Argentino, había sido lesionada. Nancy fue llevada al Allentown's Sacred Heart Medical Center, donde falleció poco después de haber recibido "lesiones craniocerebrales sin determinar." El forense dijo que Argentino, de 23 años, murió por lesiones cerebrales traumáticas cuando su cabeza chocó con un objeto estacionario. Las autopsias realizadas muestran que Argentino sufrió más de dos cortes y contusiones —un posible signo de "abuso de parejas"— en su cabeza, oído, mentón, brazos, manos, espalda, trasero, piernas y pies. El patólogo forense Isidore Mihalakis, que realizó la autopsia, escribió que por el momento el caso debería ser investigado como homicidio hasta que se demostrara lo contrario. Wayne Snyder, el forense del Condado de Lehigh diría posteriormente: «Tras ver el cuerpo y hablar con el patólogo, sospeché inmediatamente que se trataba de un homicidio y así lo notifiqué al fiscal de distrito.»
Snuka fue el único sospechoso involucrado en la investigación subsiguiente. Aunque no se presentaron cargos en su contra, el caso quedó abierto oficialmente. En 1985, los padres de Argentino ganaron un juicio contra $500000 en una corte de distrito en Filadelfia. Snuka no pagó, alegando incapacidad financiera. El 28 de junio de 2013, el fiscal de distrito del Condado de Lehigh Jim Martin anunció que el caso sería revisado por su personal. El 28 de enero de 2014, Martin anunció que el caso había sido presentado a un jurado de consulta.

### Últimos años y muerte
En agosto de 2015, la esposa de Snuka, Carole, anunció que se le había diagnosticado cáncer de estómago. Como resultado, se lo operó para extraerle los ganglios linfáticos, parte del estómago y todo tejido de aspecto tumoroso. Carole dijo que ambos esperaban que él pudiera recuperarse después de un "largo camino". Tras su arresto, William E. Moore dijo a los reporteros que Snuka padecía demencia provocada por las lesiones sufridas durante su carrera como luchador, por lo que no podía ser juzgado, y un juez estuvo de acuerdo.
En julio de 2016, Snuka, representado por su esposa, formó parte de una demanda colectiva contra la WWE en la que se alegaba que los luchadores sufrían «lesiones neurológicas a largo plazo» y que la empresa «fue repetidamente incapaz de atenderlos debidamente» y «malinterpretó y encubrió de manera fraudulenta» la naturaleza y el grado de dichas lesiones. La demanda fue gestionada por el abogado Konstantine Kyros, quien ya había estado involucrado en otras demandas contra la WWE.
El 2 de diciembre se anunció que Snuka había sido hospitalizado y le quedaban seis meses de vida porque su enfermedad estaba en fase terminal. Falleció el 15 de enero de 2017, a la edad de 73 años, en Pompano Beach, Florida.

## Campeonatos y logros
- All Japan Pro Wrestling

- World's Strongest Tag Team League (1981) — con Bruiser Brody

- Cauliflower Alley Club

- Other honoree (1996)

- Continental Wrestling Association

- CWA International Tag Team Championship (1 vez) — con JT Southern

- Eastern Championship Wrestling

- NWA ECW Heavyweight Championship (2 veces, primero)1
- NWA ECW Television Championship (1 vez)

- Georgia Championship Wrestling

- NWA National Tag Team Championship (1 vez) — con Terry Gordy

- Mid-Atlantic Championship Wrestling

- NWA United States Heavyweight Championship (Mid-Atlantic version) (1 vez)
- NWA World Tag Team Championship (Mid-Atlantic version) (2 veces) — con Paul Orndorff (1) and Ray Stevens (1)

- NWA All-Star Wrestling

- NWA Canadian Tag Team Championship (Vancouver version) (1 vez) — con Don Leo Jonathan

- NWA Big Time Wrestling

- NWA Texas Heavyweight Championship (1 vez)
- NWA Texas Tag Team Championship (1 vez) — con Gino Hernández

- NWL WRESTLING

- NWL Heavyweight Championship (1 vez)

- Pacific Northwest Wrestling

- NWA Pacific Northwest Heavyweight Championship (5 veces)
- NWA Pacific Northwest Tag Team Championship (6 veces) — con Dutch Savage

- World Wide Wrestling Alliance

- WWWA Heavyweight Championship (1 vez)

- World Wrestling Federation

- WWF Hall of Fame (Clase del 1996)

- Pro Wrestling Illustrated
  - Equipo del año (1980) con Ray Stevens[5]
  - PWI Match of the Year (1982) vs. Bob Backlund in a cage match on June 28
  - PWI Most Popular Wrestler of the Year (1983)
  - PWI ranked him #29 of the 500 best singles wrestlers during the "PWI Years" in 2003.

- Wrestling Observer Newsletter awards

- Tag Team of the Year (1981) — con Terry Gordy
- Best Flying Wrestler (1981)
- Best Wrestling Maneuver (1981, 1983) Superfly Splash

- Other titles

- Tri-State Heavyweight Championship (1 vez)
- USA New York Championship (1 vez)
- USA Pro Heavyweight Championship (1 vez)
- SXA United States of America Championship (1 vez)